# Lavatorium

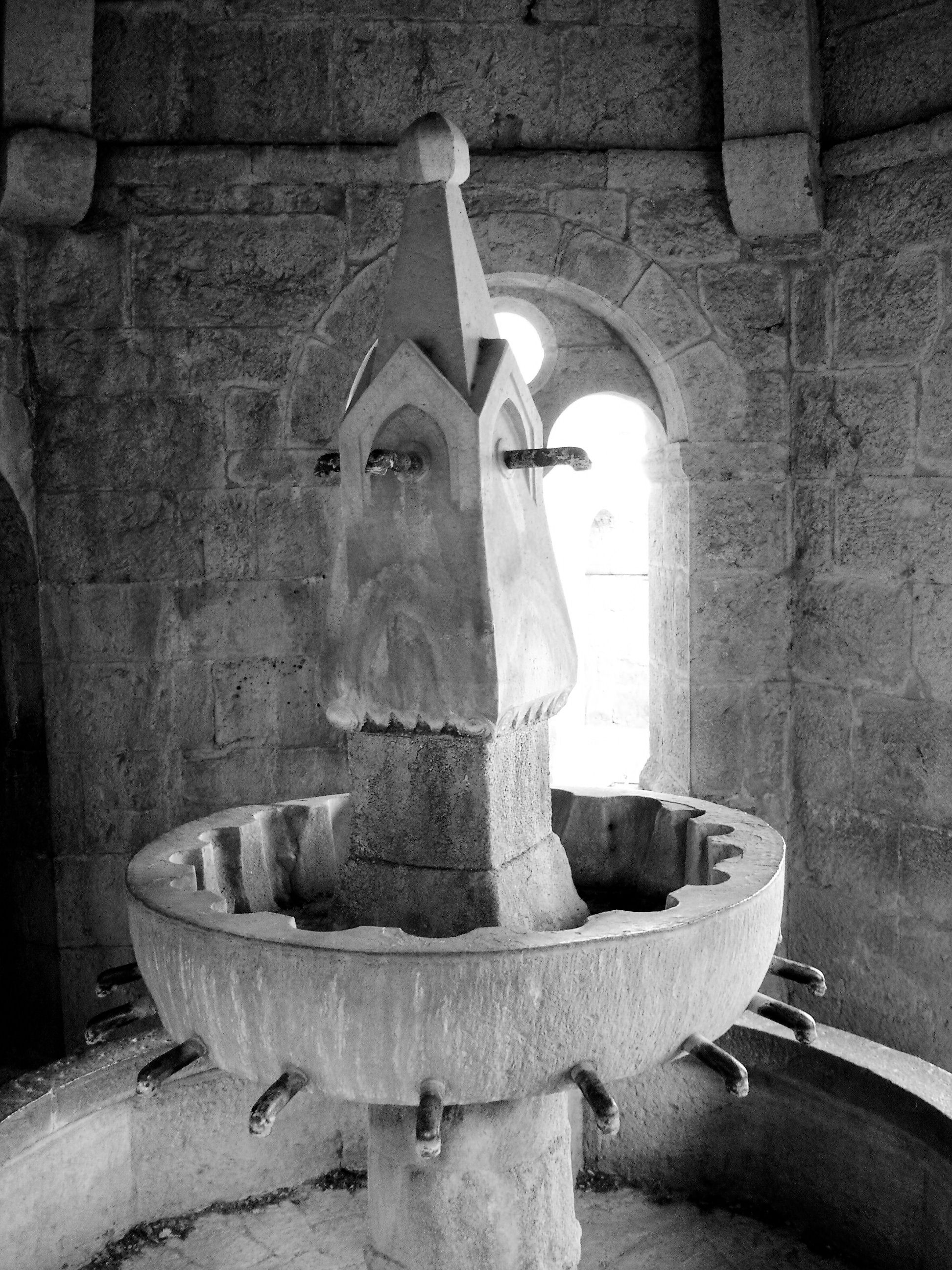
Le lavatorium de l'abbaye du Thoronet (France)

Le lavatorium (du latin lavare : laver) est l'espace, avec source d'eau ou même fontaine, aménagé en renfoncement dans un cloitre d'abbaye — à proximité de l'entrée du réfectoire — permettant aux moines de se laver les mains avant d'entrer prendre leur repas. Au fil des siècles, l'architecture des lavatoriums s'est développée en petits édifices élégants et raffinés avec fontaines d'eau à plusieurs étages. 
C'est au lavatorium que, suivant la règle de saint Benoît, le père abbé versait l'eau sur les mains des hôtes en geste traditionnel de bienvenue dans la communauté monastique:  « C'est surtout en accueillant les pauvres et les pèlerins que l'on montrera un soin particulier, car, en eux, on reçoit davantage le Christ ». (Règle 53) 
Le refectorarius ou réfectorier est le moine responsable du réfectoire mais aussi du lavatorium. Il a la charge de remplacer deux fois par semaine les essuie-mains qui y sont suspendus, de mettre du sable et une pierre à aiguiser (pendue à une colonne du cloître) à la disposition des moines voulant nettoyer et aiguiser leur couteau. 

## Galerie

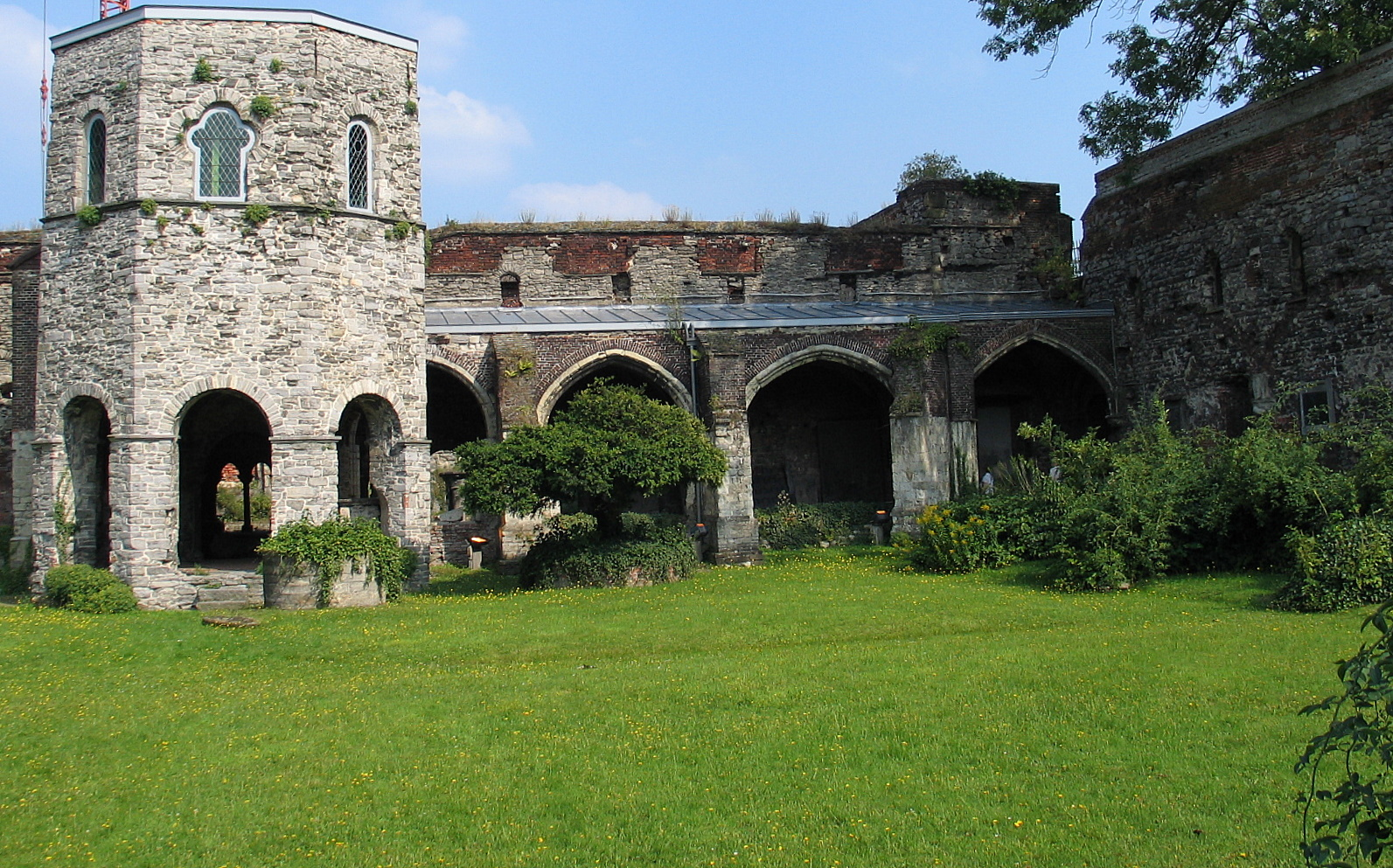
Le lavatorium de l'ancienne abbaye Saint-Bavon, en Belgique (vue extérieure).
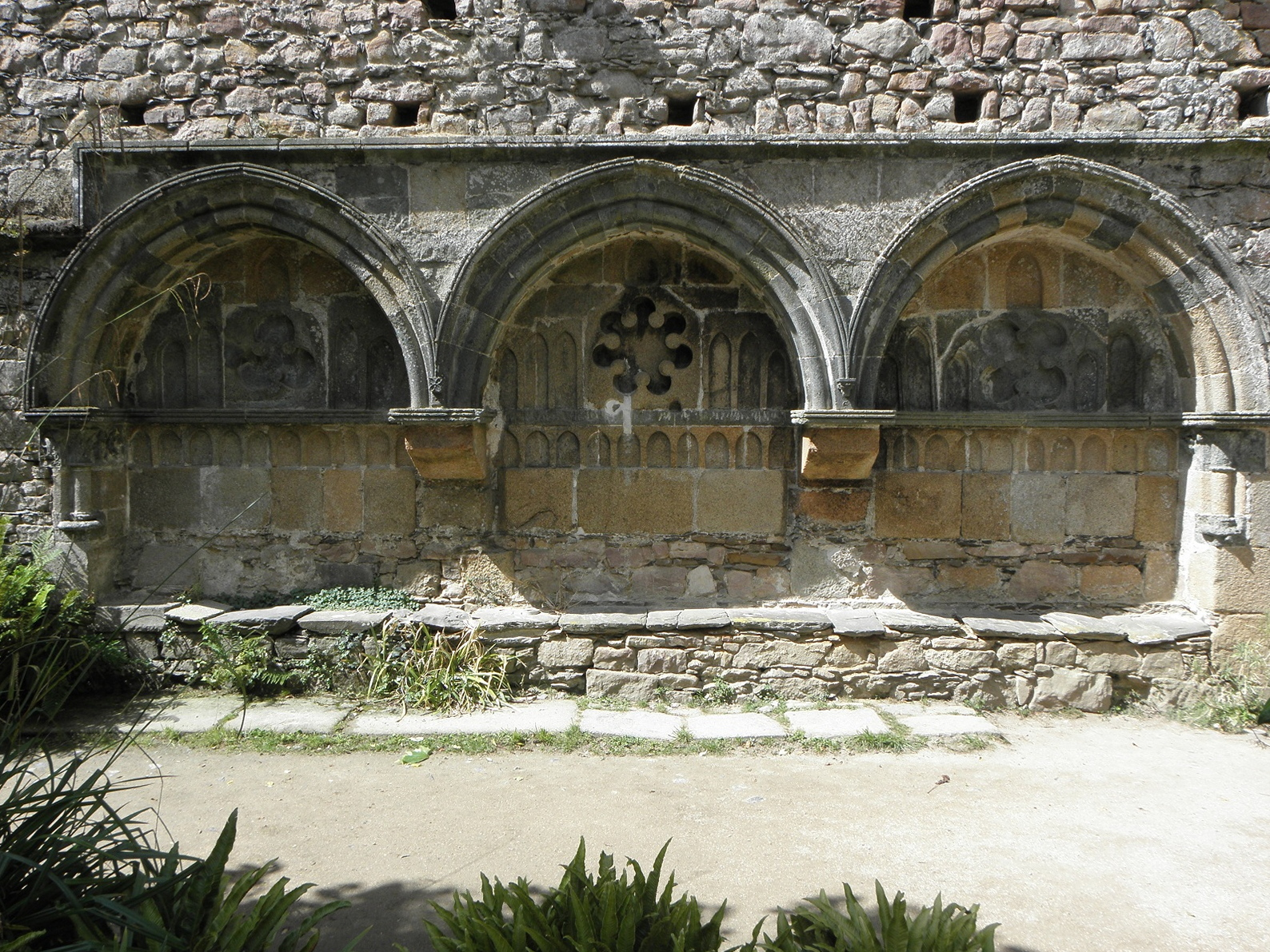
Lavatorium de l'abbaye de Beauport. En déshérence au milieu du XVIe siècle, il est transformé en banc.